# اکواویوا دلسرنیا
اکواویوا دلسرنیا (به ایتالیایی: Acquaviva d'Isernia) یک سکونتگاه مسکونی در ایتالیا است که در استان ایسرنیا واقع شده‌است.

## خصوصیات
اکواویوا دلسرنیا ۱۳٫۷ کیلومترمربع مساحت و ۴۶۴ نفر جمعیت دارد و ۷۳۰ متر بالاتر از سطح دریا واقع شده‌است.